# Курт Єнсен
Курт Єнсен (нім. Kurt Jensen; 23 лютого 1918, Фленсбург — 7 квітня 1943, Норвезьке море) — німецький офіцер-підводник, оберлейтенант-цур-зее крігсмаріне.

## Біографія
1 квітня 1937 року вступив на флот. В жовтні 1939 року відряджений в морську авіацію. В січні-липні 1941 року пройшов курс підводника. З 21 серпня 1941 року — 1-й вахтовий офіцер на підводному човні U-376. В серпні-вересні 1942 року пройшов курс командира човна. З 15 жовтня 1942 року — командир U-644. 18 березня 1943 року вийшов у свій перший і останній похід. 7 квітня U-644 був потоплений в Норвезькому мору південно-західніше острова Ян-Маєн (69°38′ пн. ш. 05°40′ зх. д.) торпедами британського підводного човна «Тюна». Всі 45 членів екіпажу загинули.

## Звання
- Кандидат в офіцери (3 квітня 1937)
- Морський кадет (21 вересня 1937)
- Фенріх-цур-зее (1 травня 1938)
- Оберфенріх-цур-зее (1 липня 1939)
- Лейтенант-цур-зее (1 серпня 1939)
- Оберлейтенант-цур-зее (1 вересня 1941)